# Кострица (Минская область)
Кострица (бел. Кастрыца) — деревня в Борисовском районе Минской области Беларуси. Входит в состав Пригородного сельсовета.

## География
Деревня находится в северо-восточной части Минской области, к востоку от реки Схи, при автодороге Н-8081, на расстоянии приблизительно 10 километров (по прямой) к северо-востоку от города Борисов, административного центра района. Абсолютная высота — 176 метров над уровнем моря. Площадь населённого пункта — 1,3101 км².

## История
Деревня известна с XVII века. В 1897 году входила в состав Зачистской волости Борисовского уезда Минской губернии, насчитывалось 110 дворов и 667 жителей. Действовали церковь и магазин. В 1912 году начала работать одноклассная начальная школа.
В 1930 году, в ходе проведения коллективизации, был образован колхоз «Заря социализма».
До 17 августа 1963 года деревня входила в состав Неманицкого сельсовета, до 30 октября 2009 года — в состав Бродовского сельсовета, до 30 марта 2016 года — в состав Зачистского сельсовета.

## Население
По данным переписи 2019 года, в деревне проживало 220 человек.
| Год  | Население, человек |
| ---- | ------------------ |
| 1800 | 395                |
| 1897 | ↗ 667              |
| 1917 | ↗ 848              |
| 1926 | ↘ 714              |
| 1960 | ↘ 683              |
| 1988 | ↘ 410              |
| 2008 | ↘ 301              |
| 2009 | ↘ 278              |
| 2019 | ↘ 220              |